# ブラウアー群
数学において、体 K に対するブラウアーの多元環類群（たげんかんるい、英: algebra class group）あるいは単に K のブラウアー群（ブラウアーぐん、英: Brauer group）Br(K) は、体 K 上の中心的単純環の森田同値類（多元環類、ブラウアー類）を元とするアーベル群で、その演算は多元環のテンソル積から誘導される。ブラウアー群は体上の斜体の分類の過程で考え出されたもので、名称は代数学者のリチャード・ブラウアーに由来する。さらに一般に、スキームのブラウアー群の概念も東屋多元環（東屋代数）を用いて定義される。

## 構成
体 K 上の（階数有限な）中心的単純環とは、K 上の階数が有限（多元環を加法とスカラー倍に関して K 上のベクトル空間と見たときの次元が有限）な結合多元環であって、それ自身環として単純で、その中心がちょうど K に一致する（K 上中心的である）ものをいう。中心的単純環は、一般には斜体になるとは限らないが、しかし斜体によって類別することができることに注意しよう。
例えば、複素数体 C はそれ自身の上の中心的単純環だが、実数体 R 上の中心的単純環ではない（これは C の中心は C であり、中心が R であることを満たさないからである）。フロベニウスの定理によれば R 上の中心的単純環となる有限階数の斜体は実数体 R と四元数体 H のみである。またそれらの上の全行列環 M(n, R) および M(n, H) は R 上の中心的単純環にはなるが　n = 1 の場合を除くと（零ではないが逆が存在しない）零因子を持つために、斜体にはならない。
K 上の中心的単純環 A, B が与えられれば、それらの多元環としてのテンソル積 A ⊗K B を考えることができるが、これは常に K 上中心的になる。このことを見るには「体 K 上の中心的単純環 S は K の代数閉包  への係数拡大を行えば全行列環 M(n, ) に同型: S ⊗K  ≅ M(n, ) になる」（これを中心的単純環 S は  で分解する、 は S の分解体であるなどと言い表す）という特徴づけを利用すると理解が容易である（行列環のテンソル積がふたたび行列環となることは、行列のクロネッカー積を考えればよい）。
一般に中心的単純環に関する閉包性質が与えられれば、それを満たす中心的単純環の全体はテンソル積のもとでモノイドを成すことに注意する。これを利用して群を得るために、アルティン–ウェダーバーンの定理（の、実際にはウェダーバーンの部分）を用いれば、中心的単純環を適当な斜体 D 上の全行列環 M(n,D) の形に書くことができるが、このとき行列のサイズ n は気にせずに、斜体 D のほうだけに注目すればよい。つまり、任意の正整数 m, n に対して、M(m, D) と M(n, D) を同一視するような関係は同値関係であり、その同値類はテンソル積に関して可逆になる。ここで、中心的単純環 A の属する類の逆元となる類は、A の逆転多元環 Aop の属する類で与えられる（埋め込み像 K → A は A の中心に入るから、逆転環 Aop への K の作用は A に対するそれと一致する）。これは、中心的単純環 A の K 上の階数を n とすれば
{\displaystyle A\otimes _{K}A^{\text{op}}\cong M(n^{2},K)}
が成り立つというように述べることもできる（ブラウアー群における逆元を与える、というこのことだけでも、逆転多元環の概念を考える意義は十分にある）。

## 例
- 以下の各場合については、体 K 上の有限次元中心的斜体が K 自身のみとなるから、従ってそのブラウアー群 Br(K) は自明である。
  - K が代数閉体の場合、
  - K が有限体の場合（ウェダーバーンの小定理）、
  - K が代数閉体上の代数曲線の函数体の場合（曾の定理（英語版））。
- 実数体 R のブラウアー群 Br(R) は位数 2 の巡回群である。これは、R 上有限次元の中心的斜体が R 自身と四元数体 H の（同型を除いて）ちょうど二つであることを示している。実際、H ⊗R H ≅ M(4, R) であるから、H の属する類はブラウアー群の位数 2 の元であることがわかる。

## 類体論との関係
ブラウアー群の概念は類体論の現代的な定式化において重要な役割を演ずる。局所類体論によれば、体 k が局所体ならば、自然な中への同型（局所不変量、ハッセの不変数）inv: Br(k) → Q/Z が存在する。例えば実数全体の成す局所体 R (注：ここではRも局所体に含めて考えている)のブラウアー群 Br(R) は同型 inv によって 1/2Z/Z と同一視される。ブラウアー群の位数 n の元は k 上 n2-次元の巡回多元体に対応する。
大域体 K の場合にも大域類体論による同様の記述がある。D が体 K 上中心的な多元環で v をその賦値とすれば、K の素点（賦値）v における局所化 Kv に対して D ⊗K Kv は局所体 Kv 上の中心的単純環であるから、これにより K のブラウアー群から Kv のブラウアー群への準同型が定まる。与えられた中心的単純環 D は有限個の例外を除くすべての賦値 v に対して（Kv で）分解するから、先ほどの準同型による D の像はほとんど全てについて 0 となり、ブラウアー群 Br(K) は次の完全列
{\displaystyle 0\to \operatorname {Br} (K)\to \bigoplus _{v\in S}\operatorname {Br} (K_{v})\to \mathbb {Q/Z} \to 0}
を満足することがわかる。ただし S は K の賦値全体の成す集合であり、矢印は各素点 v ごとに定まる局所不変量 invv の直和を考えることによって与えられる。左側の完全性（二番目の写像の単射性）はアルバート–ブラウアー–ハッセ–ネーターの定理の内容であり、中央の完全性は大域類体論の深い事実に基づく。また、右辺の群 Q/Z は K に付随するイデール類の類構造の「ブラウアー群」であると解釈することができる。

## 性質
- 体 K から拡大体 L への係数体の取り換え（英語版）は、Br(K) から Br(L) への制限写像を与える。（この制限の）核は、L 上で分解する K-代数のクラスの群 Br(L/K) である。
- 任意の体のブラウアー群はねじれ群である[1]。

## 一般論
勝手な体 K に対して、そのブラウアー群をガロワコホモロジーの言葉を使って
{\displaystyle \operatorname {Br} (K)\cong H^{2}(\operatorname {Gal} (K^{\text{sep}}/K),(K^{\text{sep}})^{\times })}
と書き表すことができる。ここで、Ksepは K の分離閉包である（K が完全体ならば、これは K の代数閉包に一致する）。
ブラウアー群の可換環に対する一般化はM.オースランダーとO.ゴールドマンによって成され、より一般にグロタンディークの導入したスキームへも一般化される。このような一般化においては、中心的単純環は体の代わりに東屋代数の上で考える。